# Vasile Dănilă
Vasile Dănilă (n. 4 ianuarie 1947, Căstău, jud. Hunedoara) este un fost deputat român. În legislatura 1996-2000, a fost ales în județul Timiș pe listele partidului PNL și a fost validat pe data de 15 martie 1999, când l-a înlocuit pe deputatul Gheorghe Șerban. În legislatura 2000-2004, Gheorghe Șerban a fost validat pe data de 1 septembrie 2004, când l-a înlocuit pe deputatul Ovidiu-Virgil Drăgănescu. 

## Legături externe
- Vasile Dănilă Arhivat în 17 august 2016, la Wayback Machine. la cdep.ro